# Campeonato Europeo de Gimnasia Artística de 2009
El III Campeonato Europeo de Gimnasia Artística Individual se celebró en Milán (Italia) entre el 2 y el 5 de abril de 2009 bajo la organización de la Unión Europea de Gimnasia (UEG) y la Federación Italiana de Gimnasia.
Las competiciones se efectuaron en el Mediolanum Forum de la ciudad lombarda. Participaron en total 237 gimnastas de 38 federaciones nacionales de Europa afiliadas a la UEG.

## Resultados

### Masculino
| Evento                         | Oro                                       | Plata                                   | Bronce                                                               |
| ------------------------------ | ----------------------------------------- | --------------------------------------- | -------------------------------------------------------------------- |
| Concurso completo ind. (04.04) | Fabian Hambüchen · Alemania · 89,175 pts. | Daniel Keatings Reino Unido 88,275 pts. | Yuri Riazanov · Rusia · 88,200 pts.                                  |
| Suelo (05.04)                  | Fabian Hambüchen · Alemania · 15,450      | Matthias Fahrig · Alemania · 15,400     | Eleftherios Kosmidis · Grecia · Alexander Shatilov · Israel · 15,350 |
| Caballo con arcos (05.04)      | Krisztián Berki · Hungría · 15,600        | Louis Smith Reino Unido 15,550          | Daniel Keatings Reino Unido 15,500                                   |
| Anillas (05.04)                | Yuri van Gelder · Países Bajos · 15,750   | Olexandr Vorobiov · Ucrania · 15,600    | Yordan Yovchev Bulgaria 15,550                                       |
| Salto de potro (05.04)         | Thomas Bouhail Francia 16,325             | Flavius Koczi · Rumania · 16,312        | Matthias Fahrig · Alemania · 16,225                                  |
| Paralelas (05.04)              | Yann Cucherat Francia 15,825              | Mitja Petkovšek Eslovenia 15,800        | Fabian Hambüchen · Alemania · 15,375                                 |
| Barra fija (05.04)             | Vlasios Maras · Grecia · 15,375           | Yann Cucherat Francia 15,25             | Mykola Kuksenkov · Ucrania · 14,925                                  |

### Femenino
| Evento                         | Oro                                   | Plata                                  | Bronce                               |
| ------------------------------ | ------------------------------------- | -------------------------------------- | ------------------------------------ |
| Concurso completo ind. (04.04) | Ksenia Semenova · Rusia · 58,175 pts. | Ksenia Afanaseva · Rusia · 57,600 pts. | Ariella Käslin · Suiza · 57,275 pts. |
| Salto de potro (05.04)         | Ariella Käslin · Suiza · 14,625       | Yuliya Berger · Rusia · 14,325         | Anna Kalashnyk · Ucrania · 14,275    |
| Barras asimétricas (05.04)     | Elizabeth Tweddle Reino Unido 15,575  | Ksenia Semenova · Rusia · 15,500       | Anja Brinker · Alemania · 14,800     |
| Barra (05.04)                  | Yana Demianchuk · Ucrania · 14,775    | Anamaria Tămârjan · Rumania · 14,750   | Gabriela Drăgoi · Rumania · 14,650   |
| Suelo (05.04)                  | Elizabeth Tweddle Reino Unido 15,150  | Vanessa Ferrari · Italia · 14,675      | Ksenia Semenova · Rusia · 14,625     |

## Medallero
| Núm. | País         | Oro | Plata | Bronce | Total |
| ---- | ------------ | --- | ----- | ------ | ----- |
| 1    | Reino Unido  | 2   | 2     | 1      | 5     |
| 2    | Alemania     | 2   | 1     | 3      | 6     |
| 3    | Francia      | 2   | 1     | 0      | 3     |
| 4    | Rusia        | 1   | 3     | 2      | 6     |
| 5    | Ucrania      | 1   | 1     | 2      | 4     |
| 6    | Grecia       | 1   | 0     | 1      | 2     |
| 6    | Suiza        | 1   | 0     | 1      | 2     |
| 8    | Hungría      | 1   | 0     | 0      | 1     |
| 8    | Países Bajos | 1   | 0     | 0      | 1     |
| 10   | Rumania      | 0   | 2     | 1      | 3     |
| 11   | Eslovenia    | 0   | 1     | 0      | 1     |
| 11   | Italia       | 0   | 1     | 0      | 1     |
| 13   | Bulgaria     | 0   | 0     | 1      | 1     |
| 13   | Israel       | 0   | 0     | 1      | 1     |
|      | TOTAL        | 12  | 12    | 13     | 37    |